# エレクトロクロミズム
エレクトロクロミズム (electrochromism) とは、化学物質に電圧を印加することにより、その光物性に可逆的変化が見られる現象のことである。エレクトロクロミズムを示す物質はエレクトロクロミック物質と呼ばれる。
エレクトロクロミック物質の代表例として、アニリンの電気化学的または化学的酸化によって合成することができるポリアニリンがある。電極を低濃度のアニリンを含む塩酸中に浸すことにより、電極上にポリアニリンのフィルムが成長する。ポリアニリンは酸化還元状態によって薄黄色または暗緑色/黒色に変化する。
エレクトロクロミック物質には、他にビオロゲンやポリオキソタングステートなどがある。ビオロゲンは自動車の防眩ミラーや航空機の電子カーテンとして実用化されている。酸化タングステン(VI) はエレクトロクロミックウインドウやスマートウインドウの製造に使われている。